# Esbart dansaire

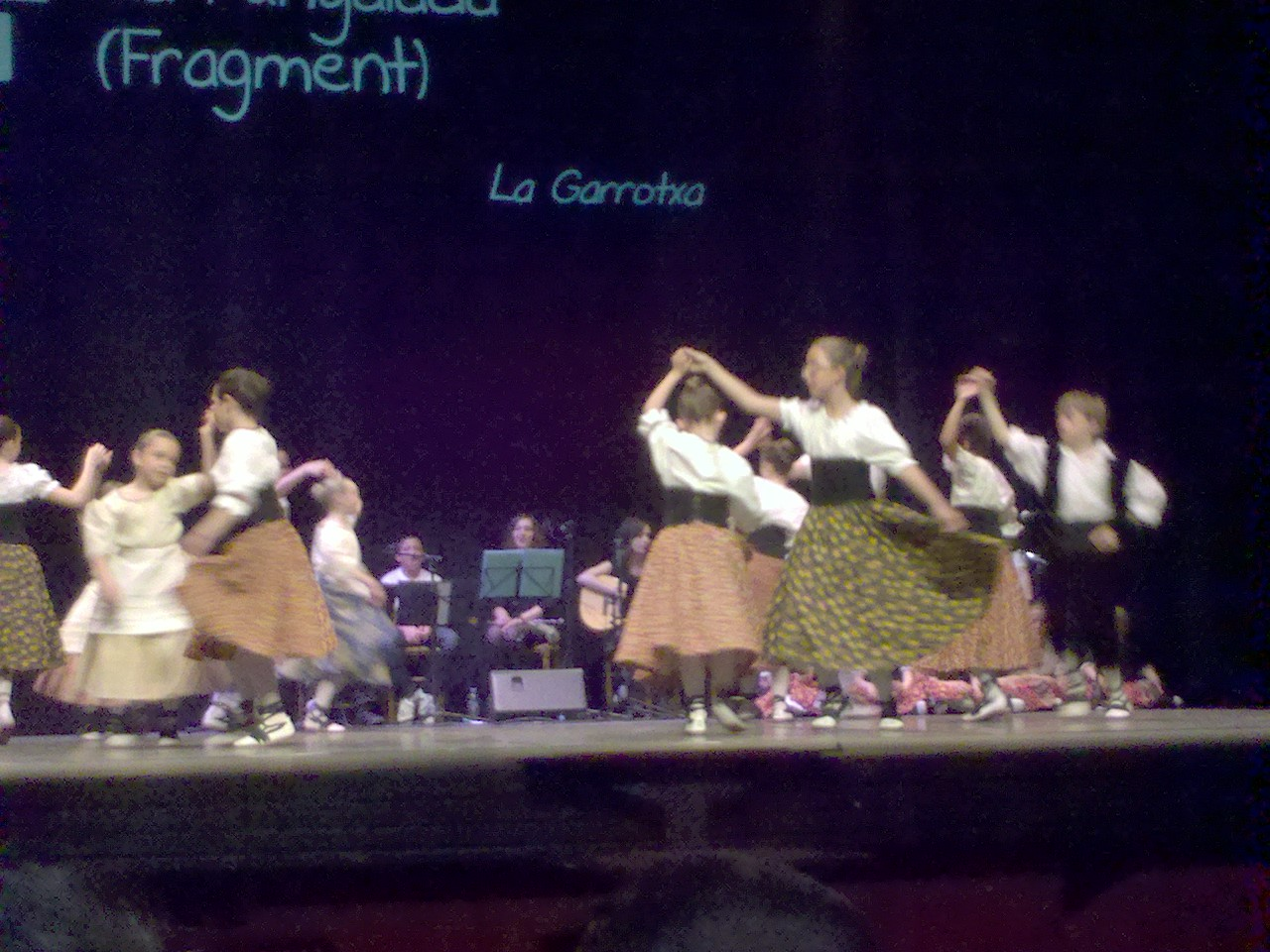
Nens i nenes de l'escoleta de l'Esbart d'Olot fent una funció amb música de rondalla en directe

En cultura popular, un esbart dansaire és un grup o associació de persones que es dedica a la recuperació, el manteniment i la difusió de la dansa tradicional popular, i més generalment les tradicions folklòriques, de Catalunya i dels Països Catalans.
L'activitat més visible d'un esbart dansaire és la preparació i execució de danses populars catalanes, però sovint les activitats dels esbarts ultrapassen aquest marc estret, ja que també poden incloure tasques d'investigació, recuperació, compilació i conservació de la dansa, així com de la seva divulgació.

## Història

### Els orígens
L'adopció del terme esbart es deu indirectament al poeta mossèn Jacint Verdaguer. Un grup de literats de la ciutat de Vic, amics dels costums tradicionals i de les velles coses, instaurà el 1867 unes reunions que tenien lloc a la font del Desmai, a Folgueroles. En aquelles reunions eren comentades les manifestacions literàries i artístiques de la Catalunya renaixent. Per iniciativa de Verdaguer aquell cenacle fou batejat amb el nom d'Esbart de Vic.
A mitjans de l'any 1901, entre els components del selecte esbart, s'inicià la idea de recollir i estudiar els balls tradicionals per a fer-los reviure o propagar-los i amb intenció de foragitar certes danses modernes, forasteres i de mal gust. A tal fi fou constituït un grup dins la societat Catalunya Vella amb el nom Esbart de Dansaires de Vic, que realitzà els primers treballs de restauració de la dansa popular catalana. La sessió inaugural d'aquest esbart fou a primers de juliol del 1902 al Teatre Principal de Vic. Van interpretar el Ball Pla d'Olot, el Ball del Ciri, l'Hereu Riera, un contrapàs, l'Esquerrana i un ball de cintes.
La proposta va arribar a Barcelona, on un grup de joves folkloristes integrats en entitats com el Foment de la Sardana o l'Associació de Lectura Catalana van decidir continuar la tasca de convertir les velles danses catalanes en una eina d'educació nacional, més sentimental que política. No van trigar a néixer els primers esbarts. Així, el 1908 va aparèixer l'Esbart Dansaire de l'Associació de Lectura, el primer esbart de la capital catalana, creat per Aureli Capmany. Al cap de poc temps, Rafel Tudó i els germans Mas, escindint-se, van crear l'Esbart Català de Dansaires. La desaparició de l'Associació de Lectura va acabar amb la curta vida de l'esbart creat per Capmany, que juntament amb Joan Rigall van fundar l'Esbart Folklore de Catalunya. La finalitat de tots aquests esbarts era recuperar i difondre la dansa popular. Aviat, Felip Blasco, Joan Amades, Joan Rigall o Leandre Peracaula van madurar la idea i la van transportar a diferents punts del Principat. Aquest primers esbarts es dediquen a recuperar i difondre la dansa popular.

### Guerra civil i postguerra
En temps de la guerra civil espanyola l'activitat dels esbarts no es va aturar i es duien a terme ballades en suport als que lluitaven al front o a la rereguarda. No obstant, el nombre d'esbarts va anar disminuint amb el pas del temps, passant d'una vuitantena l'any 1936 a només una desena el 1939. En plena repressió franquista, l'activitat dels esbarts es veu molt limitada. En aquells moments els esbarts tenien molt poques opcions: passar a ser una secció d'un centre parroquial, convertir-se en un grup de Coros y danzas, integrar-se al sindicat Educación y descanso o desaparèixer.
El naixement de l'Esbart Verdaguer l'any 1945 va ser un marcat caràcter de resistència política de caràcter nacionalista. Josep Benet, activista polític, s'adonà que a través de grups de ballet com els esbarts es podia donar al poble català un senyal d'identitat. Amb el lema "Si no ens deixen parlar en català, ballarem en català" i sota la batuta d'un dels seus fundadors, el coreògraf autodidacte Manuel Cubeles, es decideix prendre la línia d'enaltir la dansa catalana: adaptar les danses populars, estilitzar-les i fer-ne espectacles conservant tota l'essència i catalanitat de les coreografies originals.
L'Esbart Verdaguer i l'entitat que van crear, l'Obra del Ballet Popular, van configurar-se com a alternativa política i cultural a les intencions monopolitzadores que el règim franquista pretenia imposar mitjançant els grups de «Coros y danzas». Es va estendre l'acció del recull de danses i entremesos tradicionals a totes les terres de parla catalana per reforçar la imatge d'unitat dels països catalans, i sempre que va ser possible van utilitzar la llengua catalana als escrits públics. Ben aviat molts esbarts van imitar el model i van començar a atraure gent pel seu signe catalanista. Per aquest motiu era habitual la presència de policia en actuacions dels esbarts.
L'arribada de Salvador Mel·lo al capdavant de l'Esbart Verdaguer l'any 1953 va accentuar la línia d'elevar la dansa dels esbarts a un nivell superior, i comença a sonar el projecte de la creació del Ballet Nacional Català. Al seu temps, l'Esbart Català de Dansaires va mantenir la seva tasca de recerca, tot prioritzant l'autenticitat per davant de l'espectacularitat. Això va fer aparèixer una dualitat entre partidaris de la recerca del rigor històric i partidaris de la producció de grans espectacles. Des de llavors, tots els esbarts s'han posicionat al llarg de l'eix generat per aquesta dualitat. Més enllà del rerefons polític i estils coreogràfics, la tasca dels esbarts va ser molt important en un moment de mancances culturals i de forts corrents d'immigració com a element de cohesió i participació popular. Els esbarts que van decidir convertir-se en grups de Coros y danzas es van dedicar a tasques de recerca, conservació i divulgació del patrimoni. Al tardofranquisme progressivament aquests grups van anar recuperant el seu nom original.

### Finals de segle XX
Durant els últims anys de dictadura i la transició alguns dels activites que havien exercit de mecenes van anar prenent partit en altres iniciatives fora del món dels esbarts. Tot i això, la restauració de la Generalitat de Catalunya va fer creure a molts dansaires i exdansaires que el somni del Ballet Nacional Català encara era possible i que es podia fer realitat amb l'arribada de la democràcia. Amb aquesta finalitat, Robert de Lanuza encapçala una delegació de persones vinculades al món dels esbarts que es dirigeixen al Departament de Cultura de la Generalitat de Catalunya amb un dossier que recollia el més significatiu dels últims 30 anys de dansa, amb la voluntat clara d'impulsar definitivament el projecte. La resposta va ser negativa, i la proposta del Ballet Nacional Català es va veure reduït a la destinació d'uns recursos simbòlics al món dels esbarts.
A partir de la dècada dels 80 i seguint l'estela del Verdaguer, la feina de coreògrafs com Albert Sans, Joan Serra, Eduard Ventura, Leo Quintana, Joan Cruells, Lluís Calduch, David Martínez o Joan Manel Miquel es tradueix en un bon nombre d'espectacles i un creixement dels esbarts que dirigeixen. La seva obra demostra que el ballet català pot seguir viu sense un Ballet Nacional, amb més entusiasme i esforç que no pas suport i estabilitat institucional.

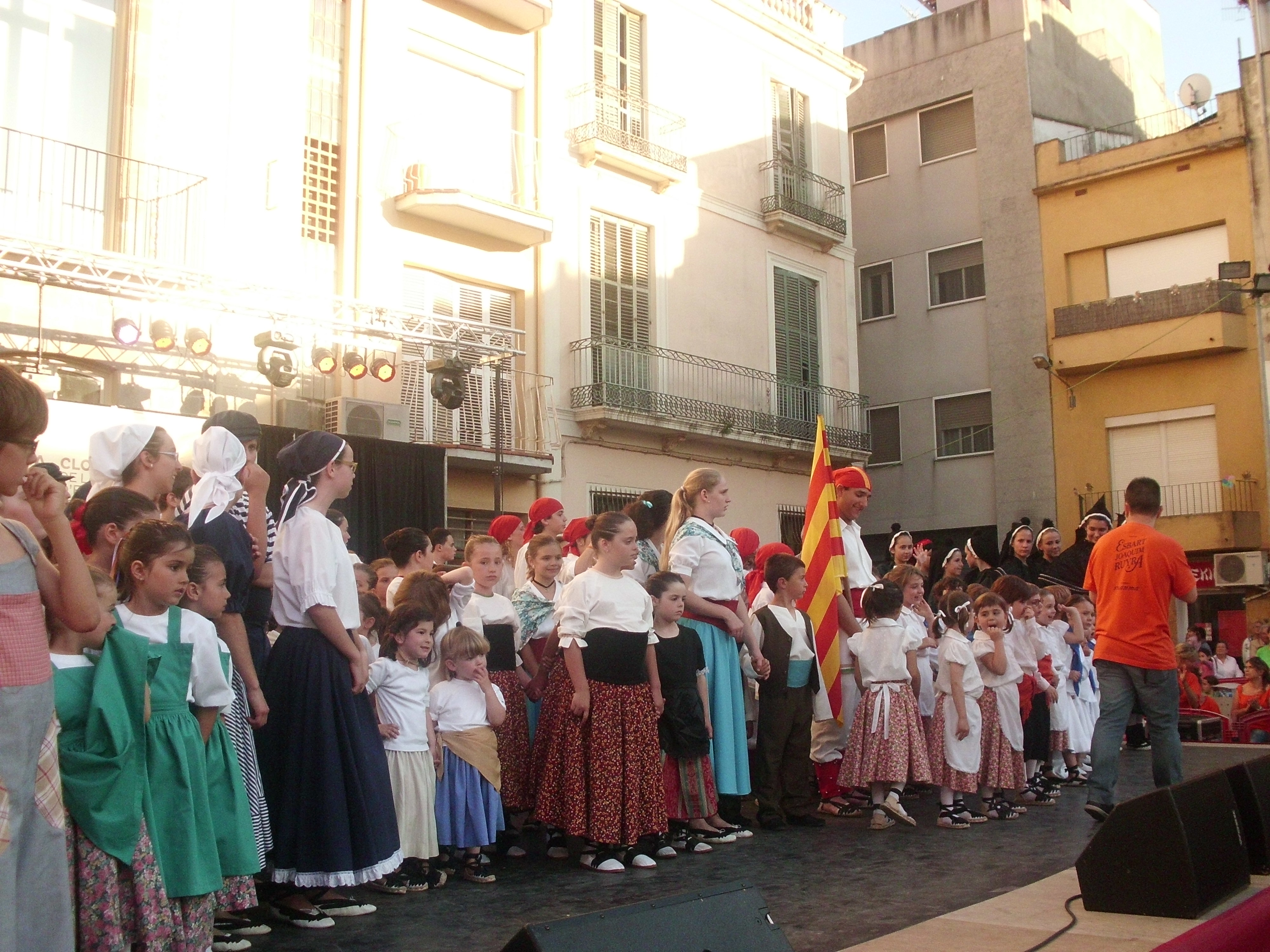
Esbarts dansaire de les comarques gironines
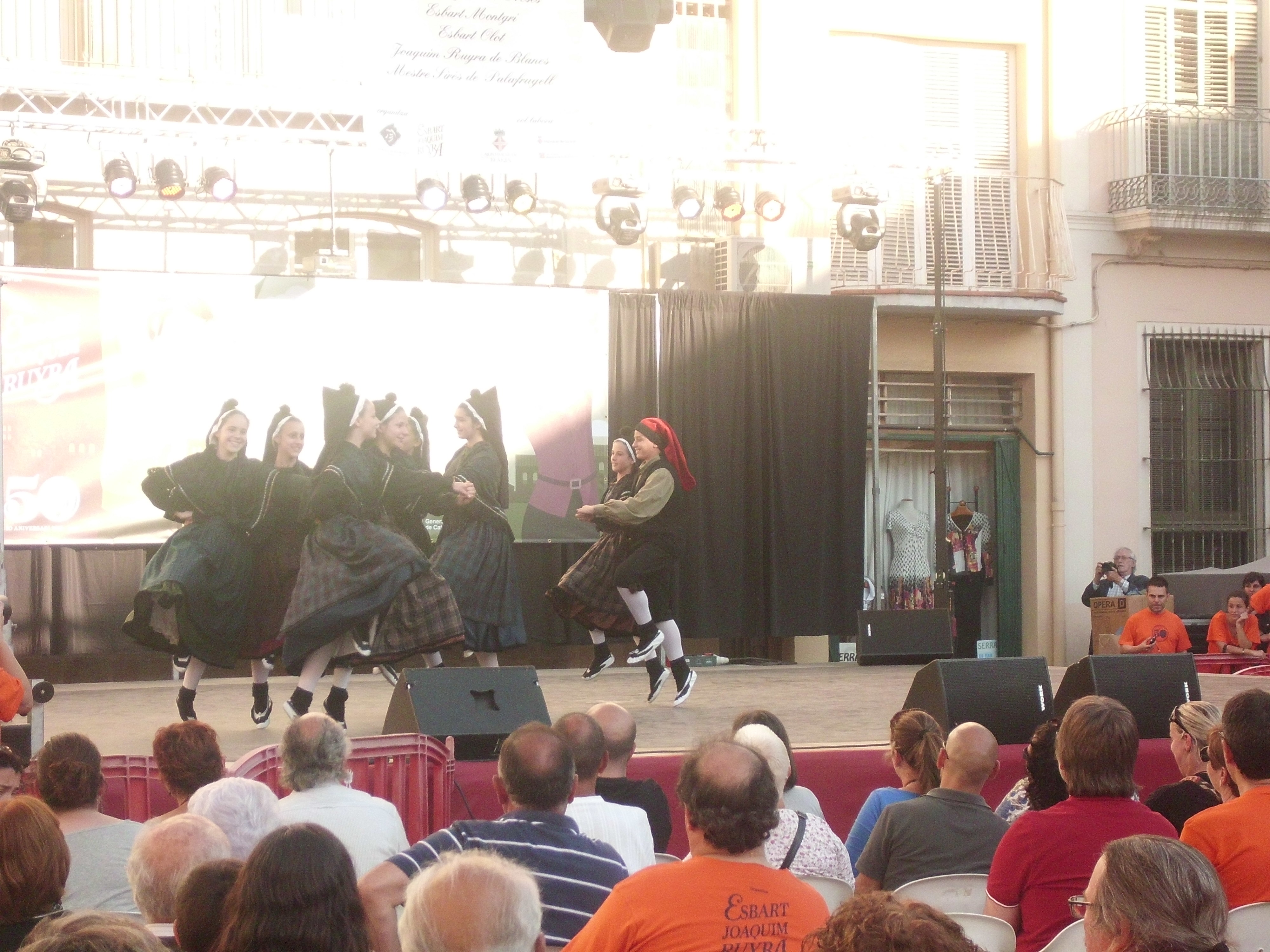
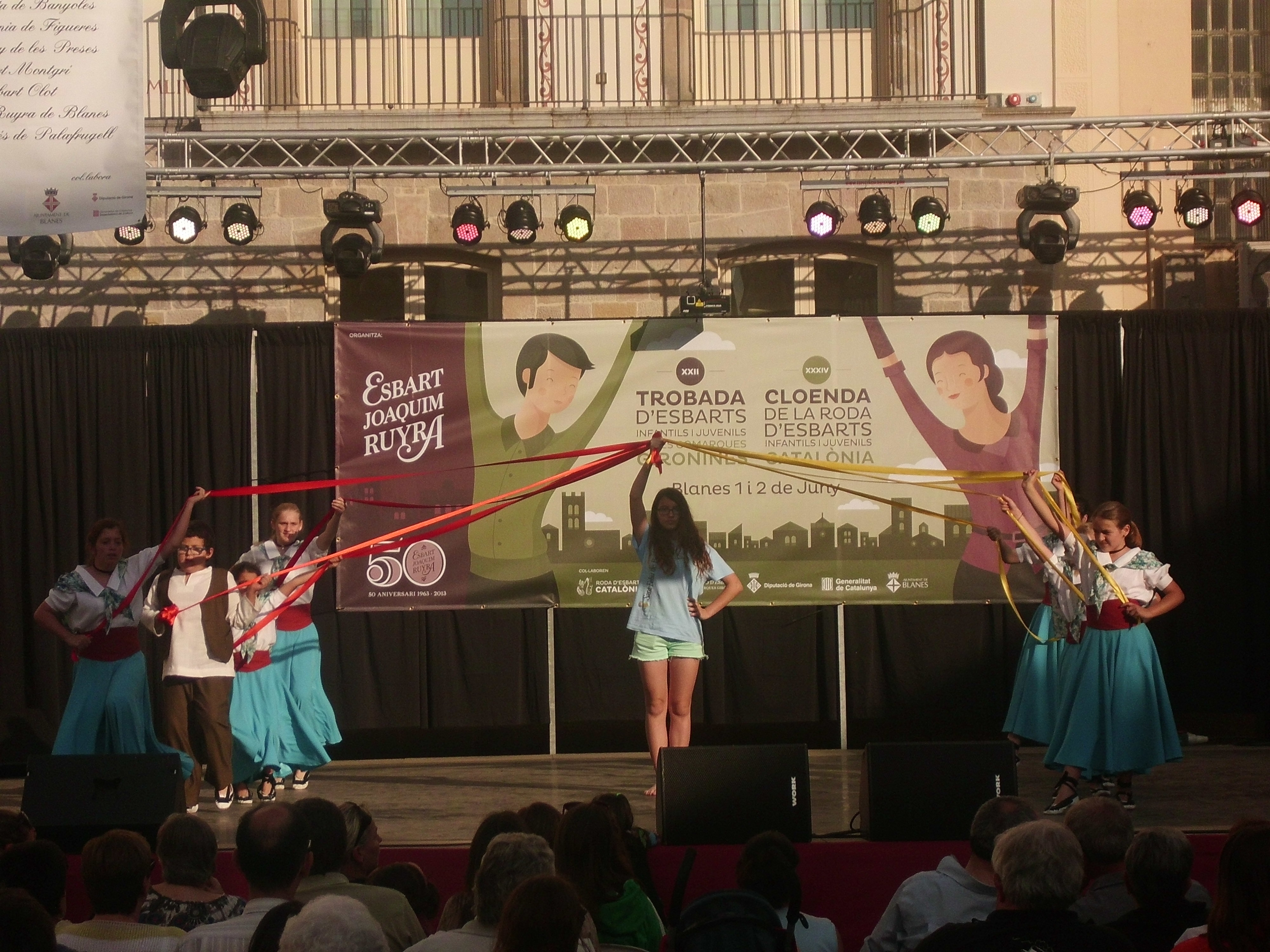
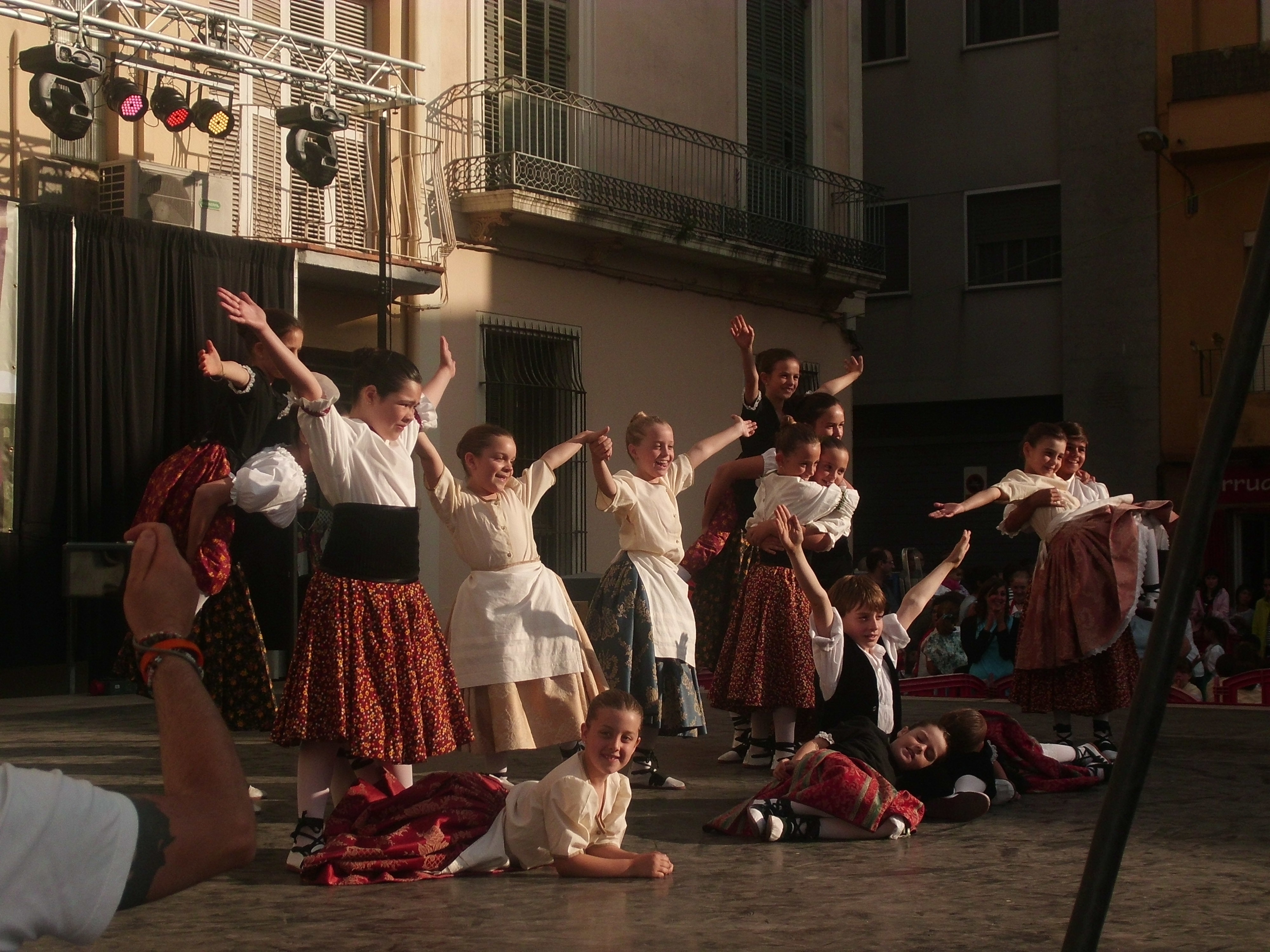
Esbart d'Olot

## Recull de danses
| - La disfressada de Sant Vicenç dels Horts - La Bolangera - Tatatí - Ball de bot - Ball de gitanes - Dansa de Castellterçol - Ballet de Déu | - Jota de Castelló - Ball Cerdà - Ball de Nans - Ball de Cascavells - Ball de la civada - Ball de Sant Ferriol - Ball d'en Serrallonga | - Parado de Valldemossa - Ball de Figuetaires - Ball del Rotlletí - Ball del Triai - L'Indiot - Ball de Tres Parts - Ball de collir castanyes | - Ball del Racó - Galop de Cortesia - Danses de Vilanova - Corranda d'Olesa - Moixiganga d'Olesa - Espunyolet - Ball del Xai Be |

## Esbarts
- Esbart Català de Dansaires, Barcelona, 1908

1995, un dels esbarts més prestigiats de Catalunya
- Esbart Manresà de Dansaires, Manresa (Bages), 1909
- Esbart Dansaire de Rubí, Rubí (Vallès Occidental), 1923
- Esbart Olesà, Olesa de Montserrat (Baix Llobregat), 1929
- Esbart Dansaire de Granollers, Granollers (Vallès Oriental), 1931
- Esbart Maragall de Sant Andreu de Palomar 1932
- Esbart Dansaire de Sant Joan Despí, Sant Joan Despí (Baix Llobregat), 1943
- Esbart Valls del Nord, Ordino i la Massana (Andorra), 2011
- Esbart Verdaguer, Barcelona, 1945
- Esbart Sant Martí, El Clot (Barcelona), 1945
- Esbart Folklòric d'Horta Barcelona, 1946
- Esbart Rosa d'Abril, Castellterçol (Moianès), 1946
- Esbart Sant Feliu de Llobregat (Baix Llobregat), 1949
- Esbart Gaudí, Barcelona, 1949[8]
- Esbart Mare Nostrum, Sant Andreu de Palomar (Barcelona), 1956
- Esbart Lluís Millet, Barcelona, 1957
- Esbart Sant Genís de Taradell, Taradell (Osona), 1957[9]
- Esbart Egarenc del Centre Cultura el Social, Terrassa (Vallès Occidental), gener 1958
- Esbart Ciutat Comtal, Barcelona, 1959
- Esbart Joventut Nostra, El Congrés, Barcelona, 1960[10]
- Esbart Rocasagna, Gelida (Alt Penedès), 1967
- Esbart Sant Jordi, Barcelona, 1970[11]
- Esbart Dansaire del Centre Moral d'Arenys de Munt, Centre Moral, Arenys de Munt (Maresme), 1977. A la dècada dels 60 ja havia funcionat
- Esbart Dansaire Fontcoberta de Banyoles (Pla de l'Estany), 1981
- Esbart Dansaire Renaixença de Barcelona, (Poble-sec), 1988
- Esbart Dansaire de Mollet, Mollet del Vallès, 1995
- Esbart Dansaire El Cabirol, Sils (Selva), fundat el 1998, és un dels esbarts més joves. Ha anat evolucionant cap al món bastoner, avui a més els acompanya alguns capgrossos, i organitza també cursus de gralla.[12]
- Esbart Mare de Déu de Brugués, Gavà (Baix Llobregat), 2000
- Esbart Cadí de Bagà (1951) [13]
- Esbart Dansot (Capellades, Anoia), 1983